# Křepice (district de Znojmo)
Pour les articles homonymes, voir Křepice.
Křepice (en allemand : Krepitz) est une commune du district de Znojmo, dans la région de Moravie-du-Sud, en République tchèque. Sa population s'élevait à 103 habitants en 2020.

## Géographie
Křepice se trouve à 15 km au nord-nord-est de Znojmo, à 44 km au sud-ouest de Brno et à 171 km au sud-est de Prague.
La commune est limitée par Běhařovice à l'ouest et au nord, par Přeskače au nord, par Medlice au nord-est, par Višňové à l'est et par Mikulovice au sud et au sud-ouest.

## Histoire
La première mention écrite du village date de 1196.